# Mandapeshwar-Höhlen

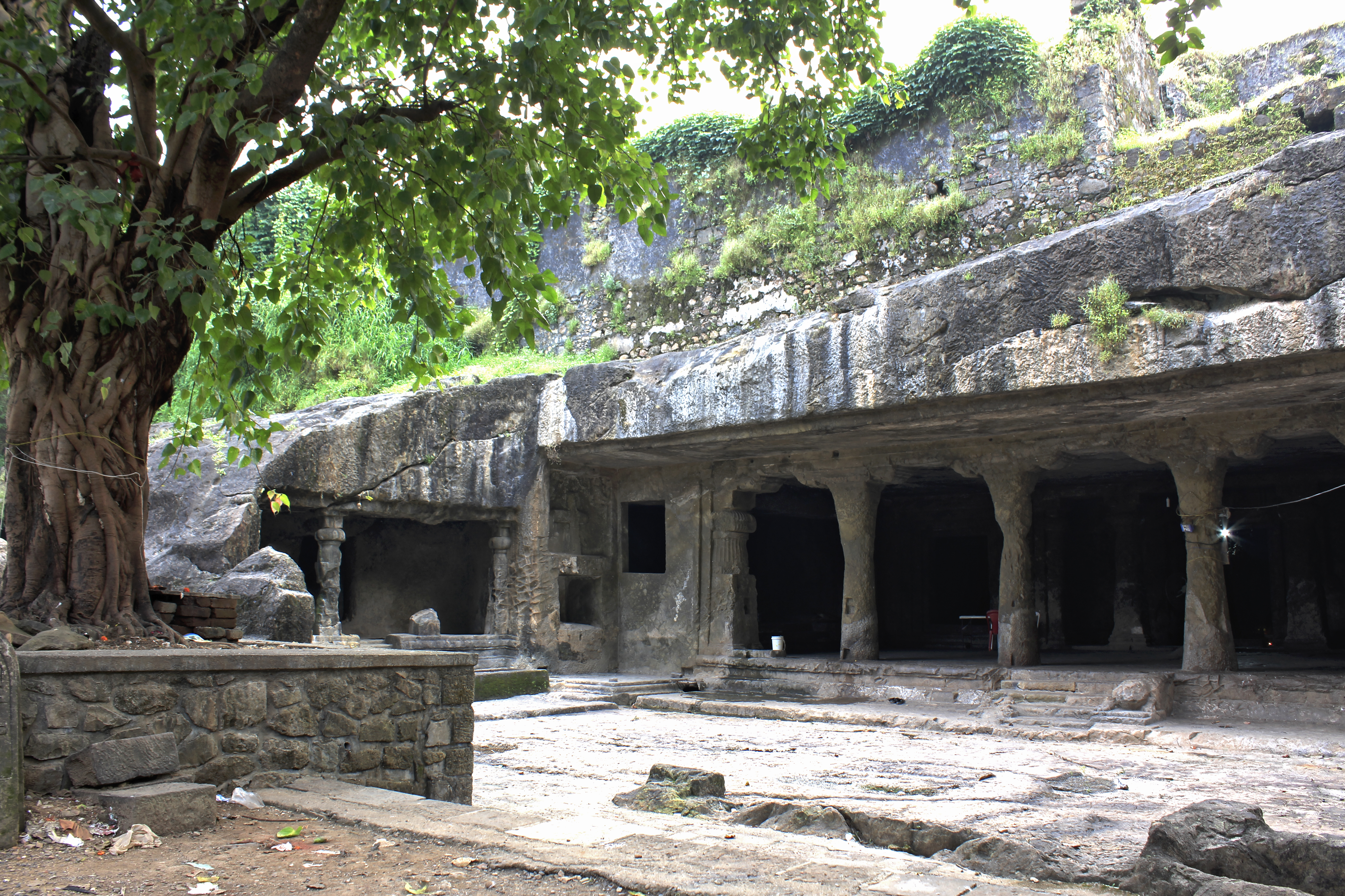
Mandapeshwar-Haupttempel mit überwucherter Kirchenruine aus portugiesischer Zeit

Die beiden Mandapeshwar-Höhlen (Marathi मंडपेश्वर गुंफा) gehören zu den weitgehend unbekannten und demzufolge von ausländischen Touristen nur selten besuchten hinduistischen Höhlentempeln in der Umgebung von Mumbai (Indien).

## Toponym
Der Name Mandapeshwar wird abgeleitet von den Sanskrit-Wörtern mandap pe Ishwar, was in etwa mit „Halle der Malereien des Gottes“ – gemeint ist Shiva – zu übersetzen ist; doch von Malereien findet sich keine Spur (mehr).

## Lage
Die Mandapeshwar-Höhlen befinden sich im felsigen und unter Naturschutz gestellten Waldgebiet des Sanjay-Gandhi-Nationalparks von Borivali in den küstennahen Ausläufern der Westghats unweit der alten Handelswege zwischen dem Hochland des Dekkan und dem Küstenvorland bzw. den bereits in der Antike bekannten Hafenstädten etwa 40 km nordöstlich des heutigen Zentrums von Mumbai. Die Höhlen liegen unweit der buddhistischen Kanheri-Höhlen. Die Borivali Railway Station ist mit Vorortzügen gut zu erreichen; die restlichen 3 km in östlicher Richtung sind am besten mit Taxis oder Motorrikschas zu bewerkstelligen.

## Datierung
Aufgrund des Fehlens von Inschriften waren stilistische Indizien für die Datierung der Höhlen in die späte Gupta-Zeit (6. Jahrhundert) entscheidend. Das Wandrelief des tanzenden Gottes Shiva (nataraja) dürfte im 7. oder 8. Jahrhundert entstanden sein.

## Beschreibung
Die größere der beiden Höhlen (main shrine) hat einen Vorplatz, aus dessen linker Felswand ein kleiner Schrein herausgehauen ist. Die etwa 10 m breite und durch vier Vollsäulen sowie zwei Halbsäulen abgetrennte Vorhalle (mandapa) verfügt über zwei weitere – leicht erhöht liegende – Kammern an den Schmalseiten; an der Rückwand der linken Kammer finden sich die Überreste eines im 7. oder 8. Jahrhundert herausgearbeiteten Großreliefs des tanzenden Gottes Shiva (nataraja) mit mehreren Begleitfiguren, das dem von Elephanta ähnelt. In der Rückwand befindet sich die durch Treppenstufen erhöhte Hauptkammer (garbhagriha); seitlich davon finden sich zwei weitere Schreine mit nahezu 4 × 4 m messenden quadratischen Vorkammern. Auch die anderen Seitenkammern haben Figurenreliefs, die jedoch in einem sehr schlechten Erhaltungszustand sind. Während die vier Säulen an der Hofseite vom Regenwasser beinahe stark ausgewaschen sind, haben die ebenfalls beschädigten Säulen im Tempelinnern immerhin noch ihre ausgearbeiteten amalaka-Kapitelle.
Oberhalb der größeren Höhle finden sich die teilweise überwucherten Ruinen einer von den Portugiesen im Jahr 1544 errichteten Kirche, die aus Bruchsteinen gemauert wurde. Aus einer Seitenwand des darunter befindlichen Tempels ist ein lateinisches Kreuz herausgearbeitet, so dass man davon ausgehen muss, dass die Portugiesen zeitweise auch die Vorhalle des Tempels für Messfeiern genutzt haben.
Die kleinere der beiden Höhlen ist nicht vollendet worden; eine Vorhalle (mandapa) ist zwar vorhanden, doch eine ‚Cella‘ (garbhagriha) fehlt. Die Wände im Innern der Vorhalle sowie die Pfeiler im Eingangsbereich sind völlig unbearbeitet und schmucklos.

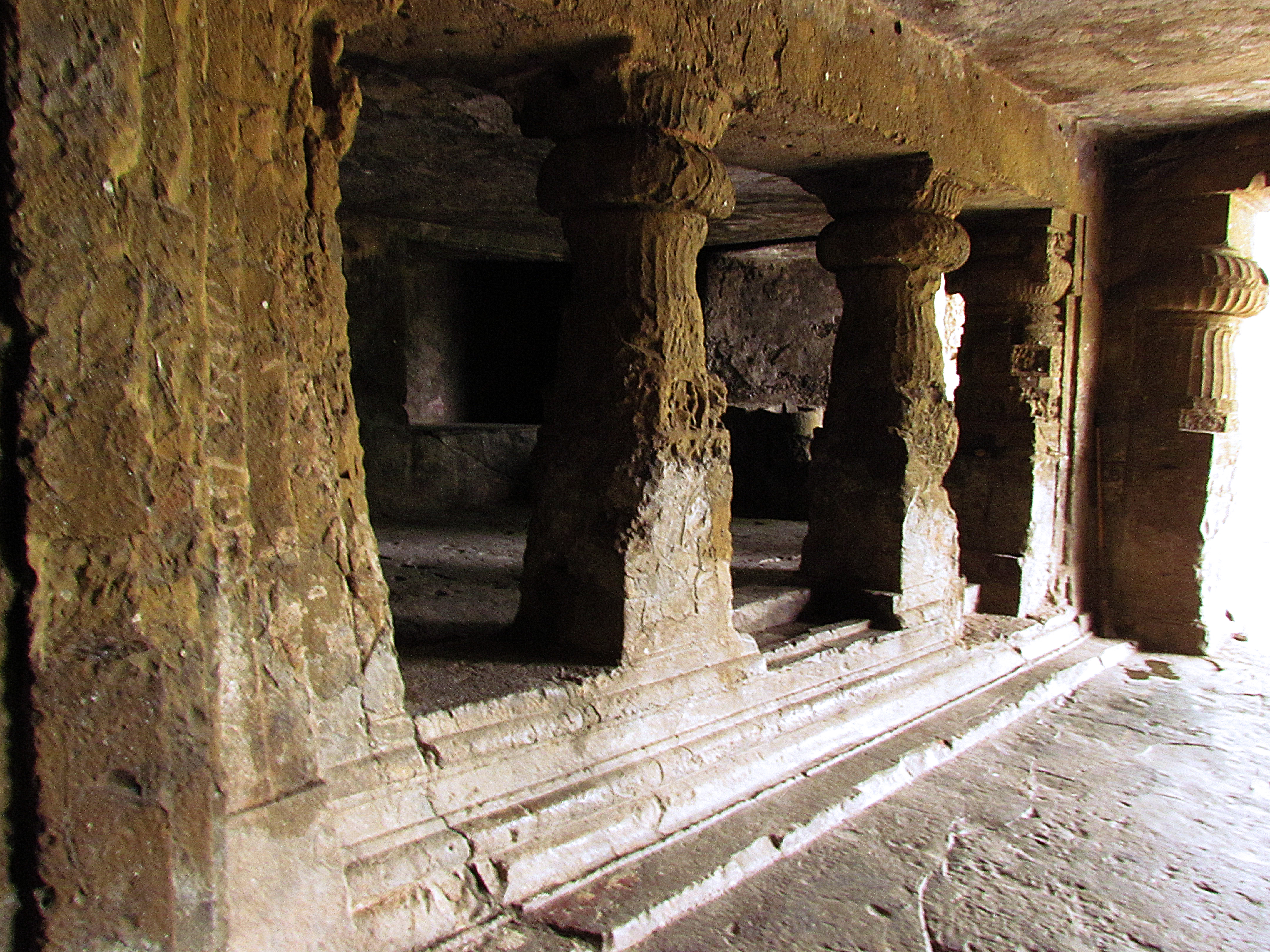
Seitenkammer der Haupthöhle
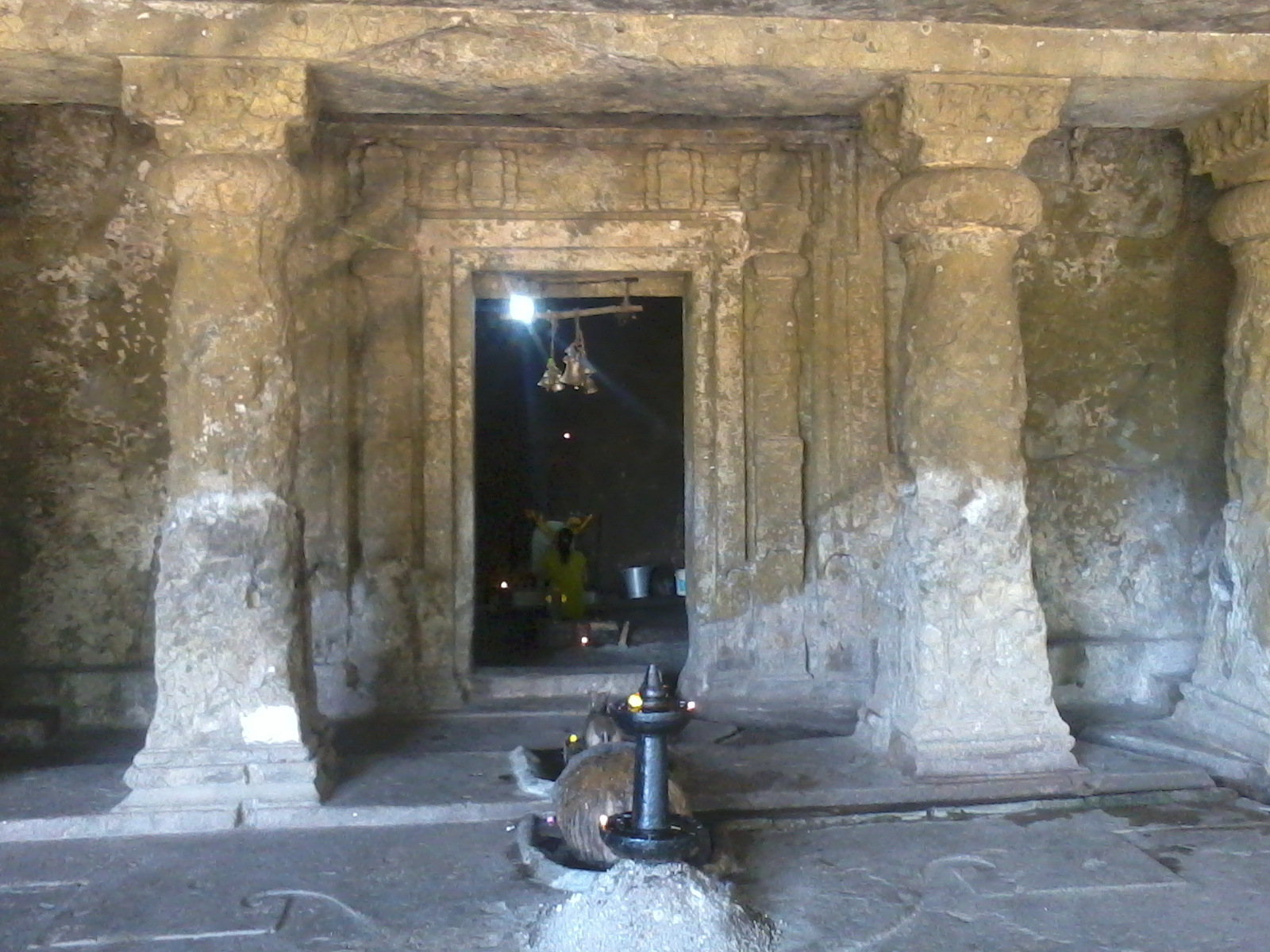
‚Cella‘ (garbhagriha) der Haupthöhle
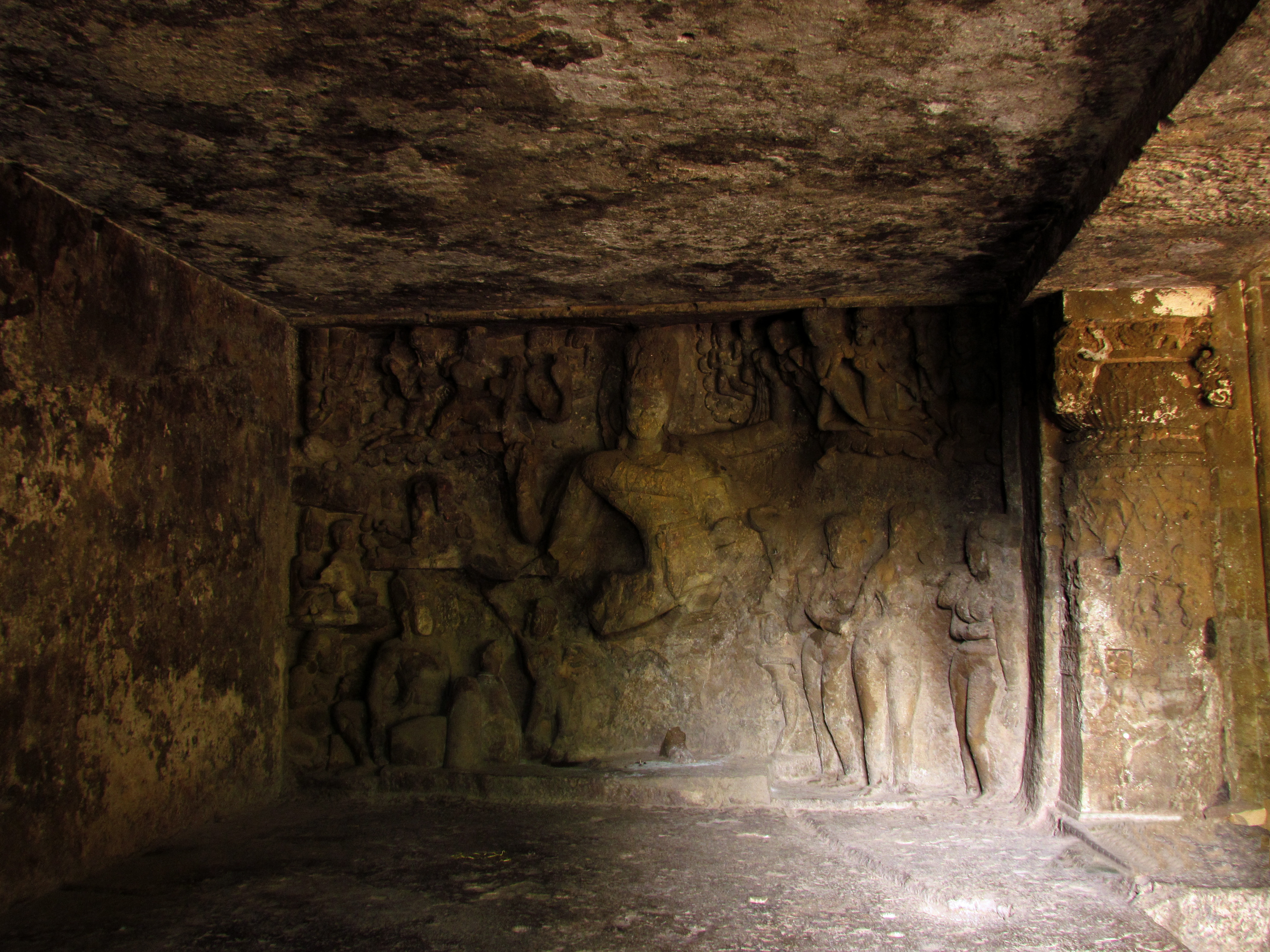
Shiva nataraja in der Haupthöhle